# Walentina Petrowna Romanowa
Walentina Petrowna Romanowa (russisch Валентина Петровна Романова; * 15. September 1913 in Michailowskoje, Gouvernement Moskau, Russisches Kaiserreich; † 14. April 1999 in Sankt Petersburg) war eine sowjetische Schauspielerin.

## Biografie
Nach dem Besuch der allgemeinbildenden Schule wechselte Romanowa 1927 auf die Betriebsschule des Moskauer Kombinats „Sichel und Hammer“ (Serp i Molot) und arbeitete anschließend von 1931 bis 1933 dort. Danach war sie für drei Jahre Schülerin von Alexei Diki am Theater des Gewerkschaftsbundes. 1936 erhielt Romanowa eine Stelle beim Großen Dramatheater „Maxim Gorki“ in Leningrad, wo sie bis 1974 auftrat.
In Pawel Petrowitsch Petrow-Bytows Filmbiografie Пугачев (Pugatschew) über Jemeljan Pugatschow gab die dunkelhaarige Mimin 1937 ihr Debüt vor der Kamera. Bis 1976 folgten 27 Spielfilme sowie fünf Bühnenaufzeichnungen. Romanowa war überwiegend für das Lenfilmstudio tätig. Sie trat zwar nie als Hauptdarstellerin in Erscheinung, bediente aber verschiedene Genre wie das Sozialdrama (Драгоценные зёрна [Dragozennyje sjorna], 1948), den Revolutionsfilm (Степан Кольчугин [Stepan Koltschugin] nach Wassili Grossmans Roman Stürmische Jugend), den Märchenfilm (Der Zauberer aus der Flasche, beide 1957) und die Komödie (Старожил [Staroschil], 1962). Eines ihrer wichtigsten Engagements hatte sie in Dostigajew und die anderen (1961) nach Maxim Gorkis Drama Dostigajew und andere.
Romanowa trat im April 1940 der KPdSU bei. Außerdem war sie Trägerin der Medaille „Für die Verteidigung Leningrads“ (29. November 1943), der Medaille „Für heldenmütige Arbeit im Großen Vaterländischen Krieg 1941–1945“ (8. April 1946) sowie der Medaille „Zum 250-jährigen Jubiläum Leningrads“ (1957).

## Filmografie (Auswahl)
- 1947: Im Namen des Lebens (Wo imja schisni)
- 1957: Der Zauberer aus der Flasche (Starik Chottabytsch)
- 1957: Liebt sie mich? (Ona was ljubit)
- 1959: Immer nur Liebe (Pod stuk koles)
- 1961: Dostigajew und die anderen (Dostigajew i drugije)
- 1966: Tibul besiegt die Dickwänste (Tri tolstjaka)